# Kumigu kem kise, Kontra mim kem Puder
Kumigu kem kise, Kontra mim kem Puder (linguagem coloquial para Comigo quem quiser, Contra mim quem Puder) é o terceiro trabalho do grupo de rap brasileiro Trilha Sonora do Gueto, lançado em formato de DVD. Foi lançado em 2006. Contém 12 faixas que tiveram mais destaque na história do grupo, como "Favela Sinistra", "Programado Pá Morre" e "V.L. Também Ama".

## Músicas
1. 3ª Opção
2. Guerra É Guerra
3. Vermes da Terra
4. Capítulo do Crime
5. Favela Sinistra
6. Abertura (Banda)
7. Programado Pá Morre
8. Torço Pu Bem
9. Deus É +
10. V. L. Tamém Ama
11. U Preço da Glória
12. Um Pião Di Vida Loka
13. Saída de Emergência
14. IML Lotao
15. 2006 Nativa
16. Sou comédia!